# Joutseno
Joutseno is een plaats en voormalige gemeente in het Finse landschap Etelä-Karjala. De gemeente had een oppervlakte van 311 km² en telde 10.862 inwoners in 2003. In 2005 kreeg Joutseno de status van stad. Sinds 2009 vormt Joutseno een onderdeel van Lappeenranta. 
Joutseno ligt aan het Saimaameer, halverwege Lappeenranta en Imatra, aan de spoorlijn tussen Helsinki en Joensuu. Op het grondgebied van Joutseno lag het gevangeniscomplex Konnunsuo, dat in 2011 buiten gebruik werd genomen. 
De pulpfabriek van Joutseno heeft een geschiedenis die teruggaat tot 1909. Het huidige complex werd in 2012 uitgebreid met een biogasinstallatie en behoort tot het Metsä Fiber-concern.
In Joutseno staat een door Josef Stenbäck ontworpen kerk in nationaal-romantische stijl, die in 1921 werd voltooid.
De gemeente Joutseno was partnergemeente van het Zweedse Säter.

## Geboren
- Eino Penttilä (1906-1982), speerwerper
- Jukka Vakkila (1951), voetballer en voetbalcoach

Imatra · Lappeenranta · Lemi · Luumäki · Parikkala · Rautjärvi · Ruokolahti · Savitaipale · Taipalsaari
Voormalige gemeenten:
Joutseno · Lappee · Lauritsala · Nuijamaa · Saari · Simpele · Suomenniemi · Uukuniemi · Ylämaa